# Râul Cobleș
Râul Cobleș este un afluent al râului Arieșul Mare. Cursul superior al râului, amonte de confluența cu Râul Valea Gojii, este cunoscută și sub denumirea de Râul Ponorașu

## Hărți
- Harta județul Alba
- Harta munții Apuseni
- Harta munții Bihor-Vlădeasa  Arhivat în 9 iunie 2008, la Wayback Machine.